# Стронґсвіль (Огайо)
Стронґсвіль (англ. Strongsville) — місто (англ. city) в США, в окрузі Каягога штату Огайо. Населення — 46 491 особа (2020).

## Географія
Стронґсвіль розташований за координатами 41°18′47″ пн. ш. 81°49′54″ зх. д. / 41.31306° пн. ш. 81.83167° зх. д. (41.312949, -81.831687).  За даними Бюро перепису населення США в 2010 році місто мало площу 63,80 км², з яких 63,78 км² — суходіл та 0,02 км² — водойми.

## Демографія
Згідно з переписом 2010 року, у місті мешкало 44 750 осіб у 17 659 домогосподарствах у складі 12 563 родин. Густота населення становила 701 особа/км².  Було 18476 помешкань (290/км²).
Расовий склад населення:
| - 92,0 % — білих - 4,1 % — азіатів - 1,9 % — чорних або афроамериканців - 0,1 % — корінних американців |

До двох чи більше рас належало 1,4 %. Частка іспаномовних становила 2,0 % від усіх жителів.
За віковим діапазоном населення розподілялося таким чином: 23,3 % — особи молодші 18 років, 60,6 % — особи у віці 18—64 років, 16,1 % — особи у віці 65 років та старші. Медіана віку мешканця становила 44,2 року. На 100 осіб жіночої статі у місті припадало 94,7 чоловіків;  на 100 жінок у віці від 18 років та старших — 92,2 чоловіків також старших 18 років.
Середній дохід на одне домашнє господарство  становив 100 270 доларів США (медіана — 80 555), а середній дохід на одну сім'ю — 119 011 долар (медіана — 101 559). Медіана доходів становила 69 473 долари для чоловіків та 49 692 долари для жінок. За межею бідності перебувало 4,1 % осіб, у тому числі 5,4 % дітей у віці до 18 років та 3,8 % осіб у віці 65 років та старших.
Цивільне працевлаштоване населення становило 22 993 особи. Основні галузі зайнятості: освіта, охорона здоров'я та соціальна допомога — 23,4 %, виробництво — 14,1 %, роздрібна торгівля — 11,7 %, науковці, спеціалісти, менеджери — 11,7 %.